# Dissothrix imbricata
Dissothrix es un género botánico monotípico perteneciente a la familia Asteraceae. Su única especie: Dissothrix imbricata es originaria de Brasil.

## Descripción
Las plantas de este género solo tienen disco (sin rayos florales) y los pétalos son de color blanco, ligeramente amarillento blanco, rosa o morado (nunca de un completo color amarillo).

## Taxonomía
Dissothrix imbricata fue descrita por  (Gardner) B.L.Rob.  y publicado en Proceedings of the American Academy of Arts and Sciences 42: 35. 1906.
Sinonimia
- Dissothrix gardneri A.Gray
- Dissothrix imbricata (Gardner) B.L.Rob.
- Stevia imbricata Gardner basónimo[5]